# ʿAbd al-Ḥakīm ʿĀmir
Muḥammad ʿAbd al-Ḥakīm ʿĀmir (IPA: [mæˈħæmmæd ʕæbdelħæˈkiːm ˈʕæːmeɾ]) (in arabo محمد عبد الحكيم عامر ‎?; Astal, 11 dicembre 1919 – Il Cairo, 14 settembre 1967) è stato un generale e politico egiziano.

## Biografia
ʿĀmer nacque ad Astal, nel governatorato di Minya, l'11 dicembre del 1919. Dopo essersi diplomato presso l'Accademia Militare del Cairo, ricevette i gradi di ufficiale nel 1939.

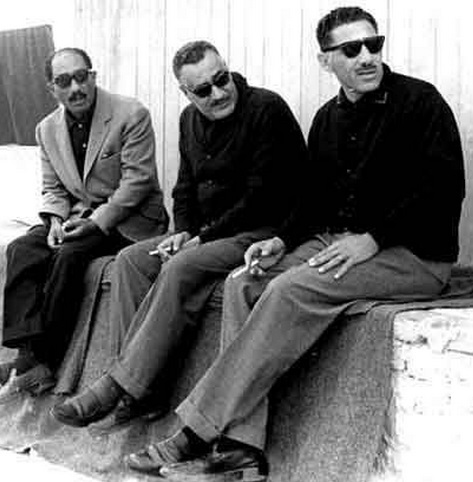
ʿĀmer (a destra), Gamāl ʿAbd al-Nāṣer e Anwar al-Sadat, 1965

Prese parte alla guerra arabo-israeliana del 1948 e, in quell'occasione, divenne amico di Gamāl ʿAbd al-Nāṣer, con il quale poi, nel 1952, partecipò al golpe dei Liberi Ufficiali, organizzazione capeggiata da Muhammad Naguib e dallo stesso Gamāl ʿAbd al-Nāṣer, che abbatté la monarchia. Raggiunse sotto la presidenza di Nasser i più alti gradi dell'esercito, sino ad essere proclamato feldmaresciallo.
Nel 1956, ʿĀmer fu nominato capo di stato maggiore. Condusse anche le forze egiziane contro Israele e le forze militari alleate anglo-francesi durante la crisi di Suez del 1956 e nel 1964 fu nominato primo vicepresidente di Gamāl ʿAbd al-Nāṣer e supremo comandante delle forze armate, col potere di comando assoluto per la durata di 60 giorni nel caso il presidente egiziano fosse stato gravemente impossibilitato ad agire o fosse stato ucciso.
Se nella guerra del canale di Suez la posizione militare egiziana fu salvata dai veti incrociati degli Stati Uniti e dell'URSS, le cose andarono diversamente nel 1967. In entrambi i casi la responsabilità della sconfitta egiziana fu dovuta agli errori di ʿĀmer e alla corruzione dilagante nelle Forze armate egiziane.
ʿĀmer, infatti - che già non brillava per competenze militari e che si dice non rifuggisse i piaceri di una vita comoda e privilegiata - aveva instaurato al loro interno un regime basato sulla fedeltà alla propria persona. Quando scoppiò la guerra dei sei giorni i posti chiave dell'esercito egiziano erano occupati tutti dai suoi favoriti che erano giunti a quei posti per favoritismi e non per reale competenza.
La sua più grave responsabilità è di non aver adottato alcuna misura precauzionale, sottostimando la possibilità che Israele potesse operare un attacco preventivo all'Egitto dopo la chiusura da parte del raʾīs egiziano degli stretti di Tiran, definita da Tel Aviv un casus belli.
L'incompetenza colpevole del ministro della guerra egiziano (che peraltro aveva ricevuto il 13 maggio 1964 l'onorificenza di Eroe dell'Unione Sovietica dal Cremlino, che aveva avviato dopo il 1956 un progressivo avvicinamento politico e militare al regime nasseriano, esasperato con gli USA per il mancato finanziamento da parte del Fondo Monetario Internazionale del progetto per la costruzione dell'Alta Diga di Aswān) fu appunto quella di lasciare totalmente a terra la forza aerea egiziana, esponendola (come avvenne) alla pressoché totale distruzione da parte dell'aviazione militare israeliana.
Subito dopo la guerra del 1967 fu perciò destituito da Gamāl ʿAbd al-Nāṣer, malgrado la loro antica amicizia. Si dice avesse progettato in seguito un golpe contro il suo vecchio amico, forte del sostegno che aveva tra i militari. Scoperto venne fatto arrestare nell'agosto del 1967, unitamente a 50 altri ufficiali, per ordine di Gamāl ʿAbd al-Nāṣer stesso e messo di fronte all'alternativa se subire un processo o suicidarsi ed egli preferì la seconda soluzione.